# Berdo (masyw Hyrlatej)
Berdo (1041 m n.p.m.) – szczyt w Bieszczadach Zachodnich w masywie Hyrlatej mającym trzy wierzchołki: Rosocha (1084 m), Hyrlata (1103 m) i Berdo. Masyw ten odgałęzia się w północno-zachodnim kierunku od pasma granicznego i znajduje się  pomiędzy dolinami Solinki i Roztoczki. Cały masyw Hyrlatej wchodzi w skład Ciśniańsko-Wetlińskiego Parku Krajobrazowego.
Berdo jest najniższym szczytem w północno-zachodnim zakończeniu masywu. Na jego grzbiecie znajdują się niewielkie i zarastające już polany, poza tym jest całkowicie zalesiony. Dwa z potoków spływających z Berda mają własne nazwy: Huczek (uchodzi do Solinki) i Biała Woda (uchodzi do Roztoczki). Administracyjnie są to tereny miejscowości Liszna, Majdan i Żubracze. Nie prowadzą tędy znakowane szlaki turystyczne, natomiast wzdłuż zachodnich i północnych podnóży Berda (doliną Solinki) biegną tory Bieszczadzkiej Kolejki Leśnej.